# Gunnar Rehlin
Karl Gunnar Gullbrand Rehlin, född 15 januari 1949 i Visby, är en svensk filmkritiker.
Rehlin började sitt yrkesutövande på Göteborgs-Tidningens kulturredaktion under 1970-talet. Han har också jobbat på TV och var mellan 1994 och 1998 programledare för Filmkrönikan på Sveriges Television. 
Rehlin har skrivit en biografi över skådespelaren Stellan Skarsgård, Stellan Skarsgård : en biografi. 
1999 gjorde Killinggänget den fiktiva dokumentären Gunnar Rehlin – en liten film om att göra någon illa där Rehlin spelar rollen som sig själv. Han har även en liten roll i filmen The Resurrection of Michael Myers Part 2 från 1989.